# Пеклун Володимир Федорович
Пеклун Володимир Федорович (22 листопада 1924, Петропавлівка, Дніпропетровська область, УРСР — 26 березня 1998, Донецьк, Україна) — радянський політичний діяч, колишній секретар Торецького міського комітету Комуністичної партії України.

## Біографія
Пеклун Володимир Федорович народився 22 листопада 1924 року в селищі Петропавлівка Дніпропетровської області у родині військового.
В 1933 році він переїхав зі своєю родиною на Донеччину. Його батько працював на металургійному заводі імені Кірова, а згодом на одній із шахт у Макіївці.

## Військова служба
Після звільнення Макіївки від німецьких окупантів, у вересні 1943 року Володимир Пеклун був призваний на військову службу рядовим стрілком у складі 476 полку 320 стартової дивізії, який брав участь у бойових діях на території нинішньої Запорізької області.
Наприкінці 1943 року його перевели у війська НКВС як інспектора по праці, де продовжував свою військову службу у таборах 48 та 421, які знаходяться на території Ростовської області.

## Професійна діяльність
Після демобілізації у 1947 році він залишився працювати в Ростові на підприємстві «Ростовбудматеріали» тресту «Ростоввугілля» у місті Шахти.
З дипломом вугільного інженера-шахтобудівника Володимир Пеклун прибув до Макіївки і з серпня 1952 року протягом трьох років працював начальником проходки шахти «Щегловська-Глубока».
У жовтні 1955 року його призначено головним інженером одного із шахтибудівельних управлінь шахти тресту «Артемшахбуд», база якого розташовувалася у Торецьку. У 1958 році він обійняв посаду начальника ШСУ № 5.

## Освіта
У 1948 році пішов навчатися до Донецького вугільного технікуму, який завершив на відмінно у 1950 році та був направлений на навчання у Київський політехнічний інститут.

## Політична діяльність
Навесні 1960 року Володимир Пеклун обирається 2-им секретарем Торецького міського комітету Комуністичної партії України, а в грудні того ж року — вже 1-им секретарем. 
За часів його керування Торецьком відбулася масштабна реконструкція міста. Замість одноповерхових будиночків дореволюційної забудови (які в народі називали «мазурськими» та «черепичними») стали будувати 4- и 5- поверхові квартирні будинки. Окрім цього, масово споруджувалися будівлі освітніх та торгівельних закладів. 
Протягом 1960-х років були споруджені стадіон «Авангард» та ДК «Україна» (введений у стрій в грудні 1972 року).
З 1969 по 1984 роки працював заступником голови виконкому Донецької обласної ради.
Помер Володимир Пеклун 26 березня 1998 року. Похований у Донецьку.